# Dennis Haueisen
Dennis Haueisen (født 13. september 1978) er en tysk tidligere professionel landevejscykelrytter. Han cyklede for det italienske ProTour-hold Milram.